# WWE Evolution
WWE Evolution é um evento periódico de pay-per-view (PPV) e transmissão ao vivo de luta livre profissional feminino produzido pela WWE. É o único evento da empresa a ser exclusivamente composto por lutas femininas. O evento inaugural foi realizado em outubro de 2018, e após anos de rumores e especulações, um segundo evento foi agendado para julho de 2025.

## História
No episódio de 23 de julho de 2018 do Monday Night Raw, a executiva da WWE, Stephanie McMahon, anunciou que, pela primeira vez, a WWE realizaria um evento de pay-per-view (PPV) e transmissão ao vivo exclusivamente feminino, intitulado Evolution. O evento foi agendado para acontecer em 28 de outubro de 2018, no Nassau Veterans Memorial Coliseum, em Uniondale, Nova Iorque, substituindo o Clash of Champions, que estava previamente planejado. As integrantes do Hall da Fama da WWE Lita, Trish Stratus e Beth Phoenix foram anunciadas como participantes do evento. Também foi anunciado que o evento hospedaria a final do Mae Young Classic e que todos os quatro campeonatos femininos da WWE na época seriam defendidos; no entanto, a luta pelo Campeonato Feminino do NXT UK foi posteriormente removida do card principal e aconteceu como uma luta não televisionada antes do show.
O vice-presidente executivo da WWE, Paul "Triple H" Levesque, explicou que as lutadoras da WWE "mereciam a oportunidade" de ter um grande destaque, e que "era simplesmente o momento certo para isso acontecer". Ele negou que o evento tivesse a intenção de ser um contraponto ao Crown Jewel— um grande evento subsequente realizado dias depois na Arábia Saudita, que, devido às políticas de direitos das mulheres do país, não incluiria as lutadoras da WWE na época.
Nos anos seguintes, houve vários comentários de pessoas dentro da WWE sobre um possível segundo evento Evolution, com o apoio de diversas lutadoras da WWE.
Antes de sua demissão da WWE em abril de 2021, a lutadora Mickie James havia pressionado para que a empresa produzisse outro evento exclusivamente feminino, além de uma marca totalmente feminina, mas disse que foi "interrompida a cada oportunidade". Ela alegou que um oficial não identificado da WWE lhe disse que "a luta feminina não dá dinheiro" e que o Evolution foi o "pay-per-view com a menor avaliação de todos os tempos na história dos pay-per-views da WWE". Em junho de 2021, a ex-lutadora da WWE Maria Kanellis também afirmou que o ex-chefe de relações com talentos da WWE, Mark Carano, lhe disse que não haveria outro evento exclusivamente feminino, embora em uma teleconferência no mesmo mês, Triple H tenha dito que um segundo Evolution seria possível, "mas não é algo imprescindível no momento".
Após mais alguns anos, um relatório surgiu em 6 de março de 2025, indicando que a WWE estava, de fato, planejando realizar um segundo evento Evolution. O site Bodyslam.net afirmou que a empresa tinha como objetivo realizar o evento em 5 de julho de 2025, na Mohegan Sun Arena, em Uncasville, Connecticut, mas observou que, embora o evento estivesse em andamento, o cronograma era provisório. Em 12 de maio de 2025, um novo relatório do PWInsider afirmou que a empresa estava agora buscando realizar o evento uma semana depois, em Atlanta, Geórgia, durante o mesmo final de semana do Saturday Night's Main Event XL. A WWE então confirmou isso com um anúncio durante o Saturday Night's Main Event XXXIX em 24 de maio, com o segundo evento Evolution agendado para domingo, 13 de julho, na State Farm Arena de Atlanta; o Saturday Night's Main Event XL foi realizado no dia anterior, no mesmo local.

## Eventos
| #                                               | Evento           | Data                  | Cidade                 | Local                             | Evento principal | Vencedora da Battle Royal | Ref.   |
| ----------------------------------------------- | ---------------- | --------------------- | ---------------------- | --------------------------------- | --- | ------------------------- | ------ |
| 1                                               | Evolution (2018) | 28 de outubro de 2018 | Uniondale, Nova Iorque | Nassau Veterans Memorial Coliseum | Ronda Rousey (c) vs. Nikki Bella pelo Campeonato Feminino do Raw da WWE                                                          | Nia Jax                   | [ 2 ]  |
| 2                                               | Evolution (2025) | 13 de julho de 2025   | Atlanta, Geórgia       | State Farm Arena                  | Iyo Sky (c) vs. Rhea Ripley vs. Naomi pelo Campeonato Mundial Feminino Esta foi a luta do cash-in do Money in the Bank de Naomi. | Stephanie Vaquer          | [ 16 ] |
| (c) – refere-se a(s) campeã(s) indo para a luta |                  |                       |                        |                                   | |                           |        |